# نورث کوینزفری
نورث کوینزفری (به انگلیسی: North Queensferry) یک شهرک در اسکاتلند است که در فایف واقع شده‌است. نورث کوینزفری ۱٬۰۷۶ نفر جمعیت دارد.